# Восьмёрка (узел)
Восьмёрка (англ. Figure-[of]-Eight Knot) — сто́порный временный узел. «Восьмёрка» является составным элементом многих (полутора десятков) других узлов.
В англоязычных источниках «восьмёрка» может называться «флама́ндским узлом» (Flemish Knot), однако в русском языке «фламандским узлом» обычно называют двойную соединительную восьмёрку (Flemish Bend).
В геральдике «восьмёрка» называется «савойским узлом».

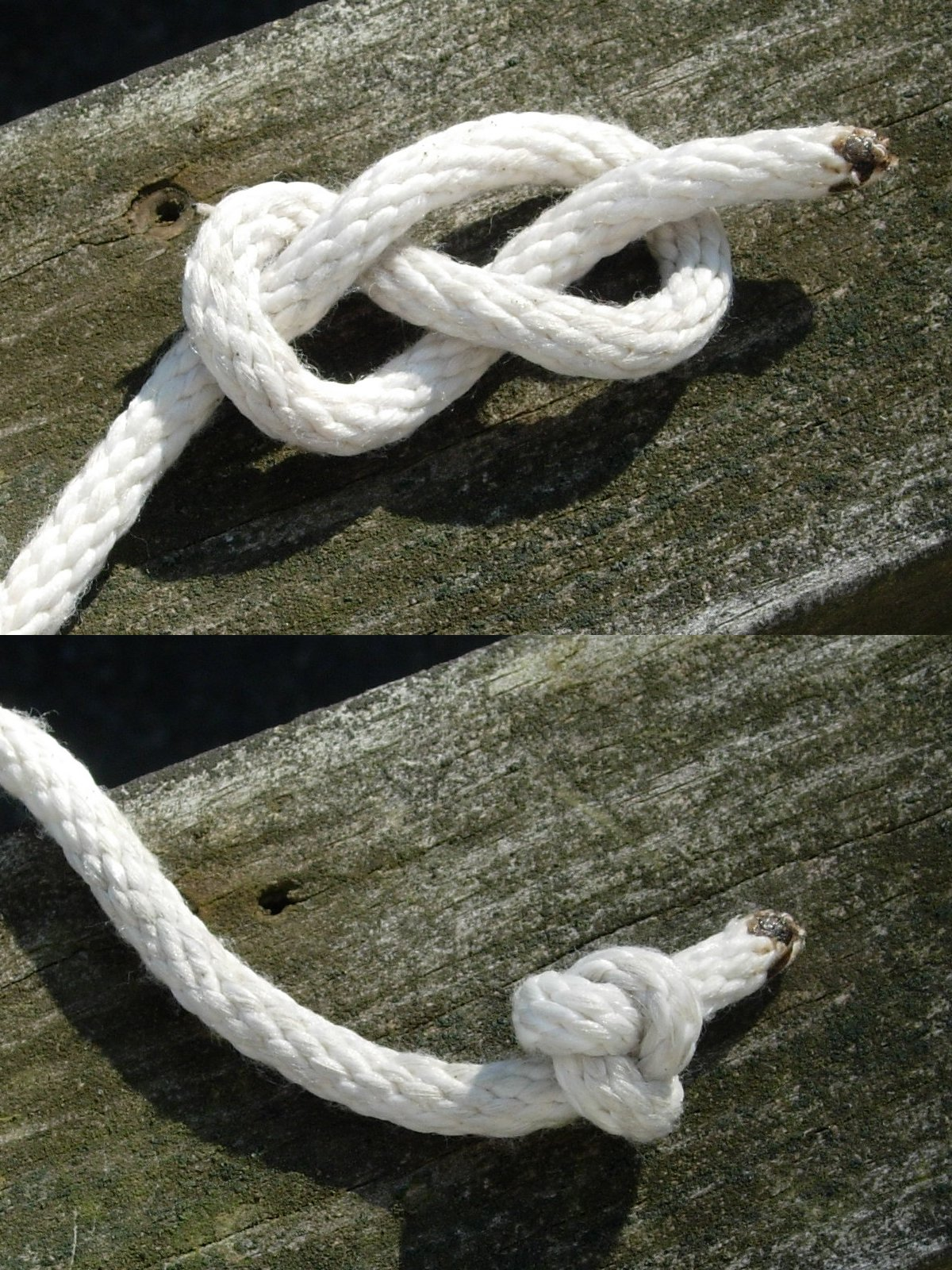
«восьмёрка» на конце верёвки в качестве сто́порного узла;
вверху — полузатянутое состояние,
внизу — затянутое

## Способ завязывания
Существуют несколько способов завязывания «восьмёрки»:
- Последовательный способ А (на руках) — 1) сделать петлю; 2) обернуть ходовым концом троса коренной; 3) вставить в петлю и затянуть, потянув за оба конца в разные стороны[10]
- Последовательный способ Б (на столе) — 1) сделать колышку ходовым концом троса; 2) сделать петлю вокруг колышки в ту же сторону, что и колышка; 3) вставить ходовой конец в колышку и затянуть, потянув за оба конца[10]
- Петлёй (на руках) — 1) сложить петлю, сдвоив конец верёвки; 2) сделать двойную колы́шку; 3) вдеть конец троса в образовавшуюся двойную колышку и затянуть, одновременно потянув за коренной и ходовой концы троса

## Признаки
Плюсы
- Узел — прост
- Не портит морской трос из растительных материалов[1][3]
- Более объёмен, чем простой узел[1] (за счёт дополнительного оборота вокруг троса)

Минусы
- Сильно затягивается (если тягу производят лишь за один конец троса)
- После натяжения трудно развязывать (но легче, чем простой узел[1])

## Применение
В морском деле
- На флоте применяется в качестве стопорного узла для утолщения троса на конце «бегучего» такелажа, чтобы он не выхлёстывался из шкива блока[1]

В рыболовстве
- На рыбалке «восьмёрка» применяется как крепёжный узел для прикрепления крючка к леске[9]

В иудаизме
- В ортодоксальном иудаизме (ашкеназы) «восьмёрку» применяют в качестве стопора на конце ремня ручной тфилы, потому что вся внешняя часть узла сохраняет чёрный цвет, что невозможно достичь, используя простой узел

В других областях деятельности
«Восьмёрка» является составным элементом нескольких других узлов, например:
- восьмёрка-петля завязывается сложенной вдвое верёвкой для образования глухой петли на конце верёвки;
- двойная восьмёрка завязывается сложенной вдвое верёвкой для образования двойной глухой петли на середине верёвки;
- удавка-восьмёрка;
- двойная соединительная восьмёрка завязывается ходовыми концами двух коротких верёвок навстречу друг другу для их соединения в общую длинную верёвку.

## Галерея

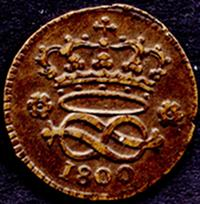
«Савойский» узел на савойской монете в 2 динара (1800)
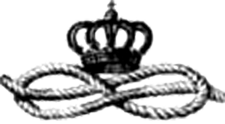
Княжеский геральдический «савойский» узел
Узлы «восьмёрка» на гербе римско-католического патриарха
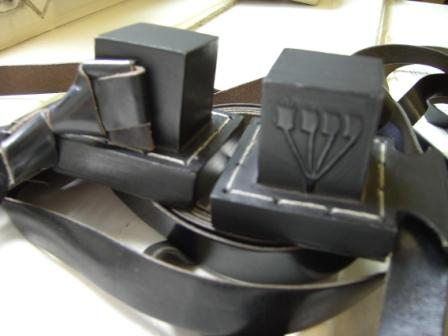
Слева — тфила для руки с узлом «восьмёрка» в виде буквы йуд, плотно прижатым к баиту. Справа — тфила для головы с буквой шин
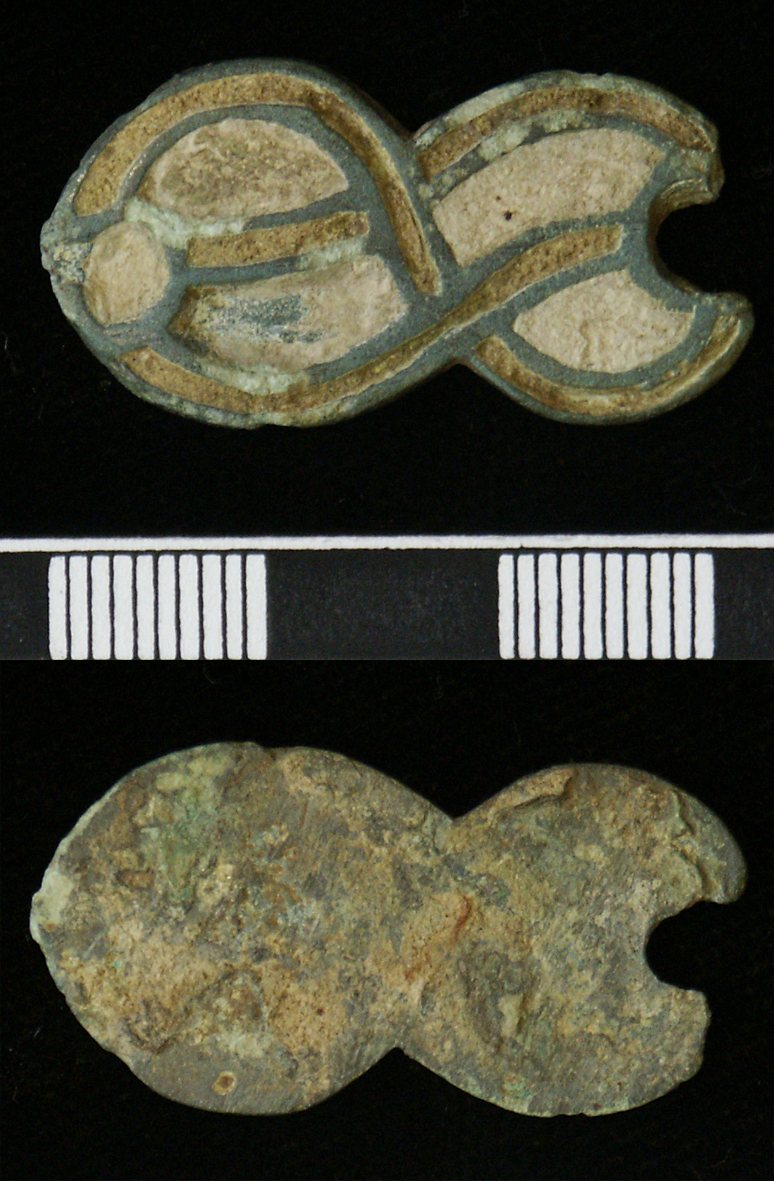
Неопознанный объект (720—850, саксы), Portable Antiquities Scheme
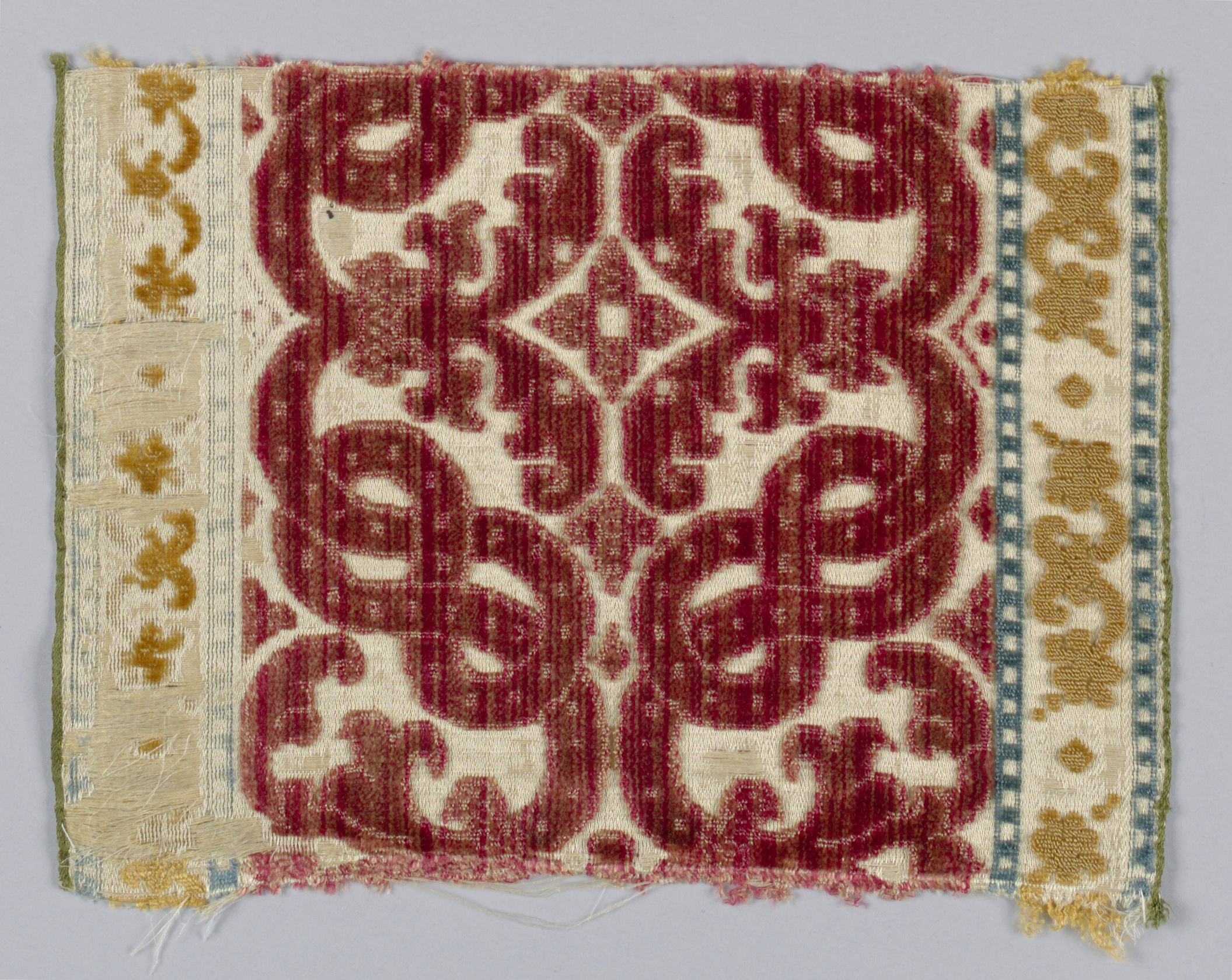
Орденский фрагмент XVI века, Смитсоновский музей дизайна Купер Хьюитт
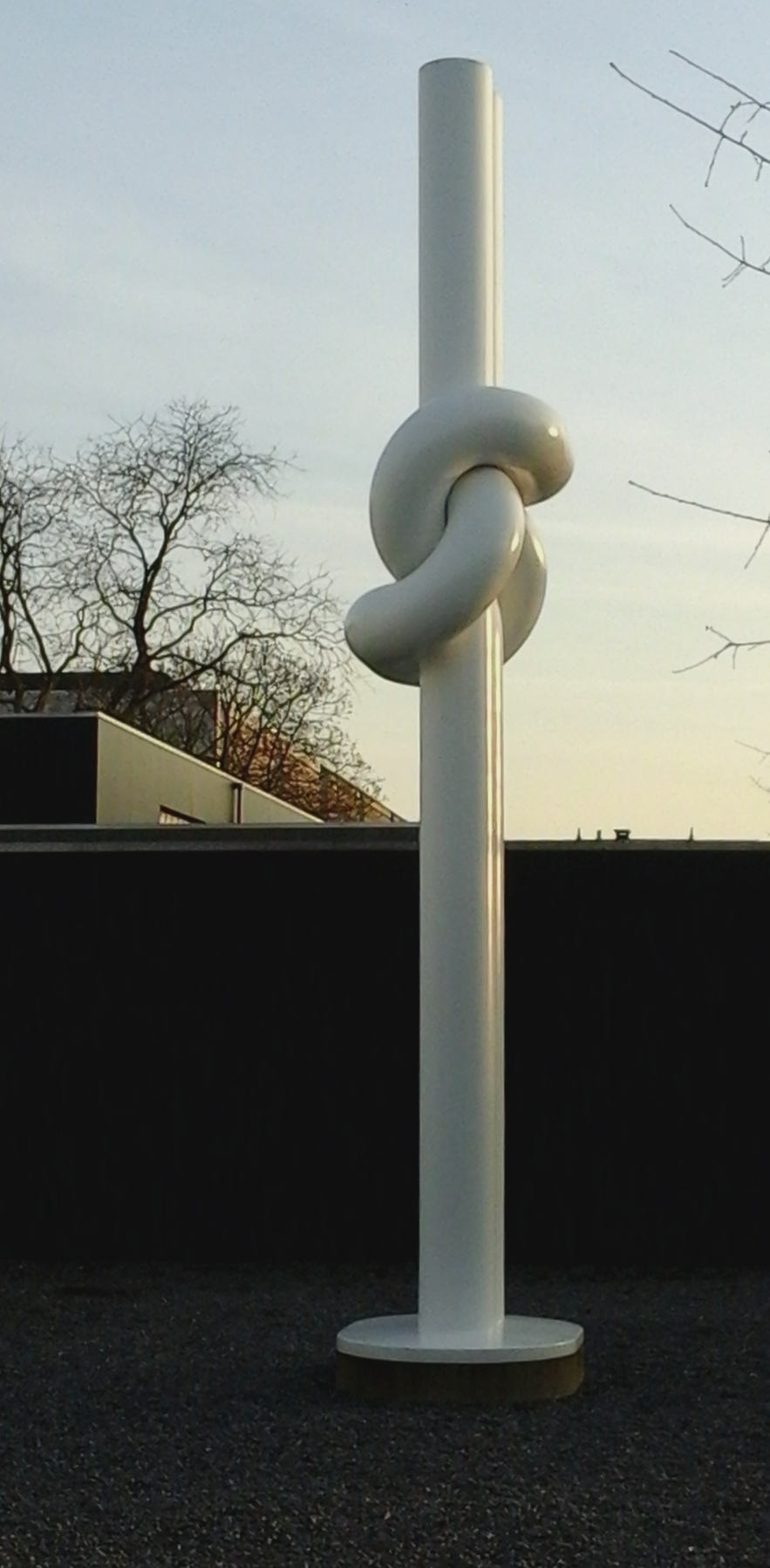
Скульптура Knoop, Шинкичи Тадзири[исп.], Музей Ван Боммель—Ван Дам[англ.], Венло, 1971
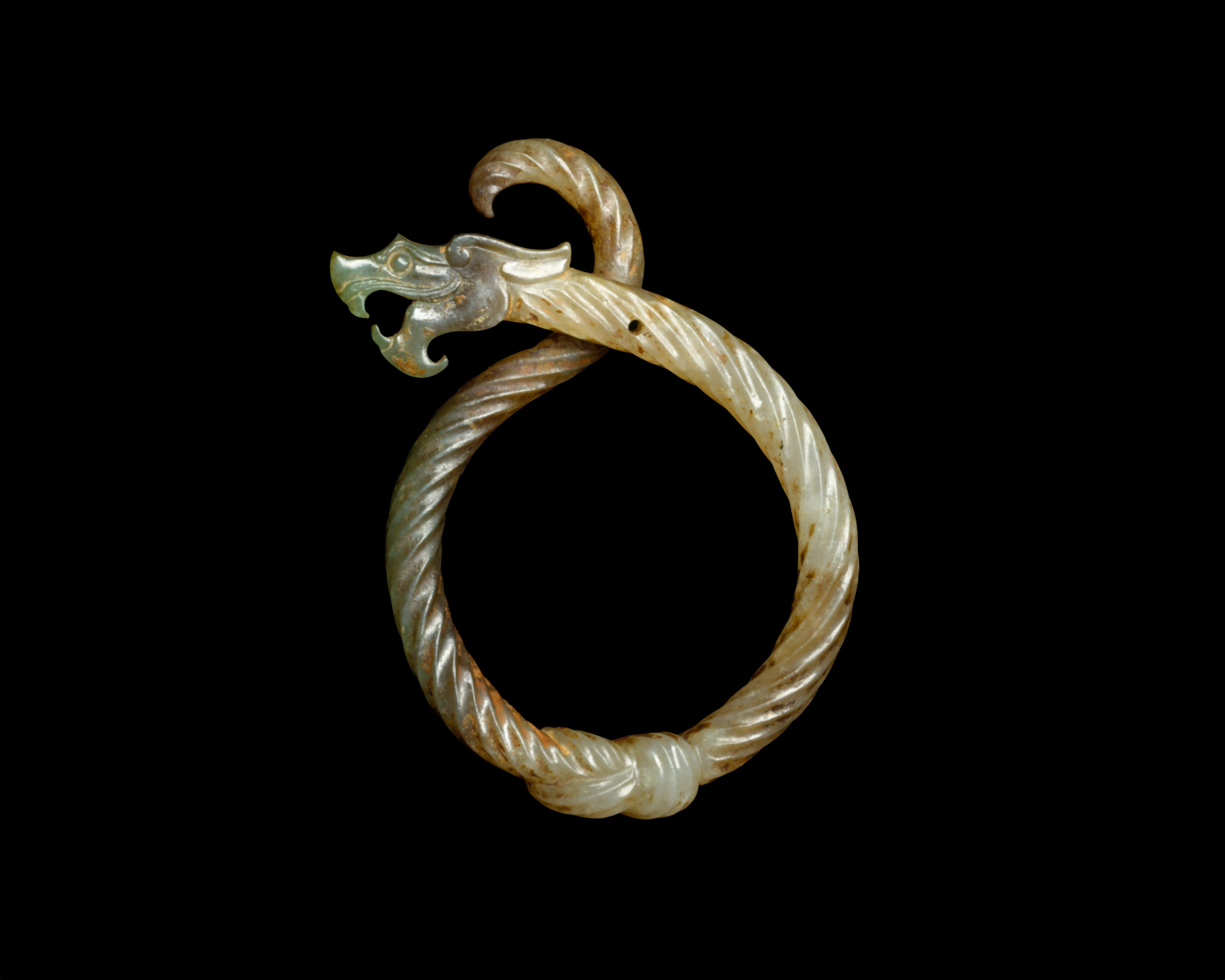
Кулон династии Чжоу, Метрополитен-музей
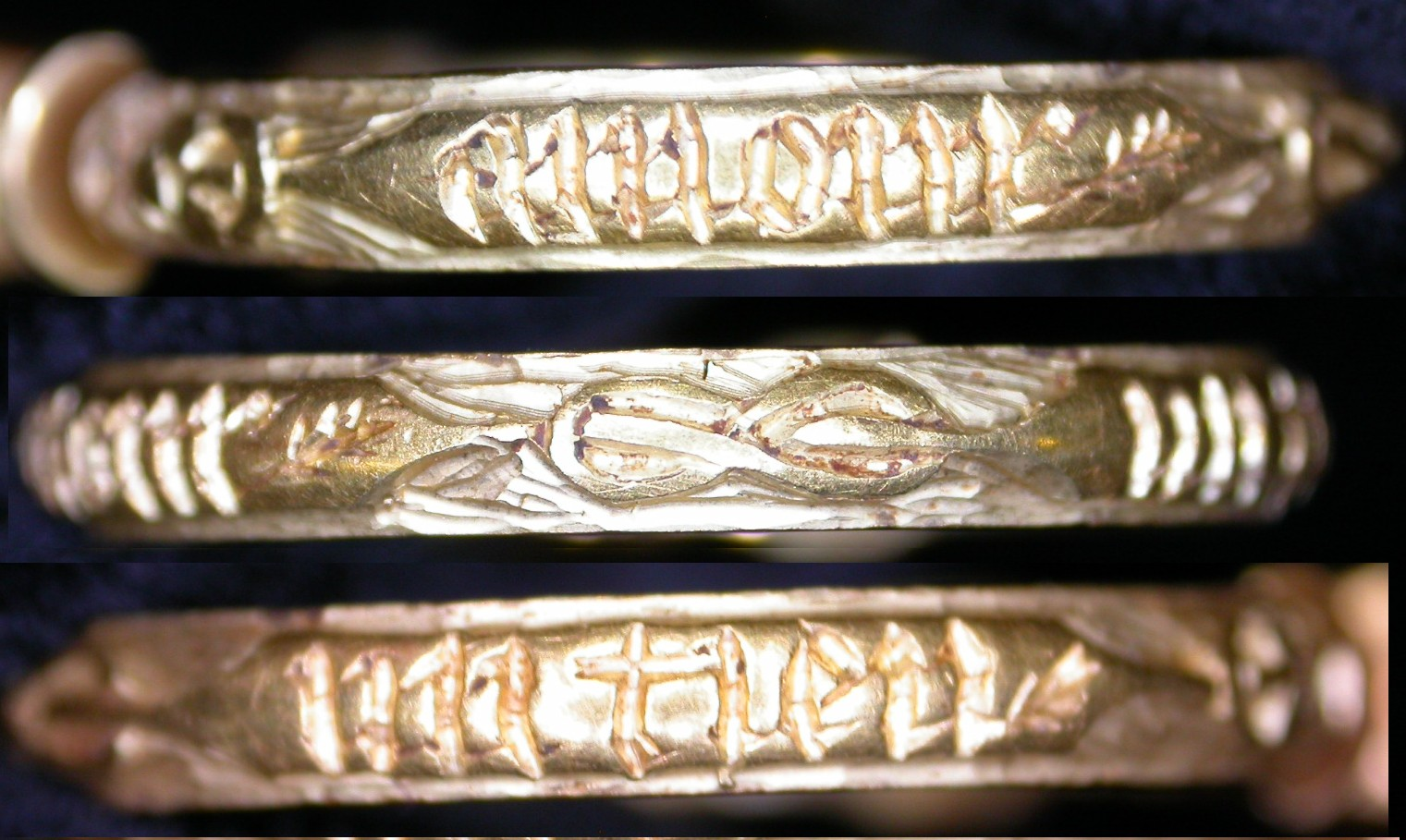
Кольцо (XV век), Portable Antiquities Scheme
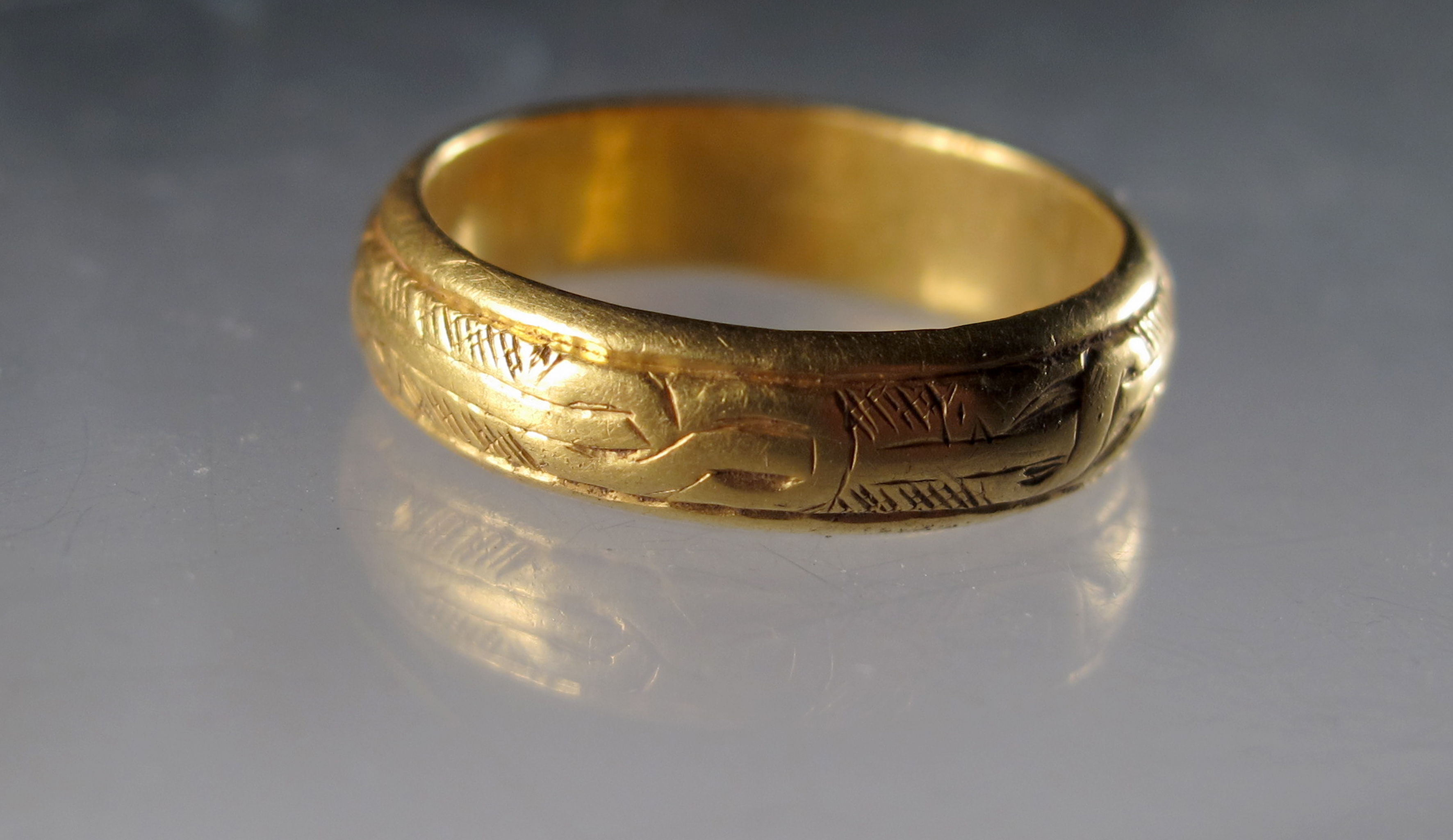
Кольцо (1450—1650), Portable Antiquities Scheme
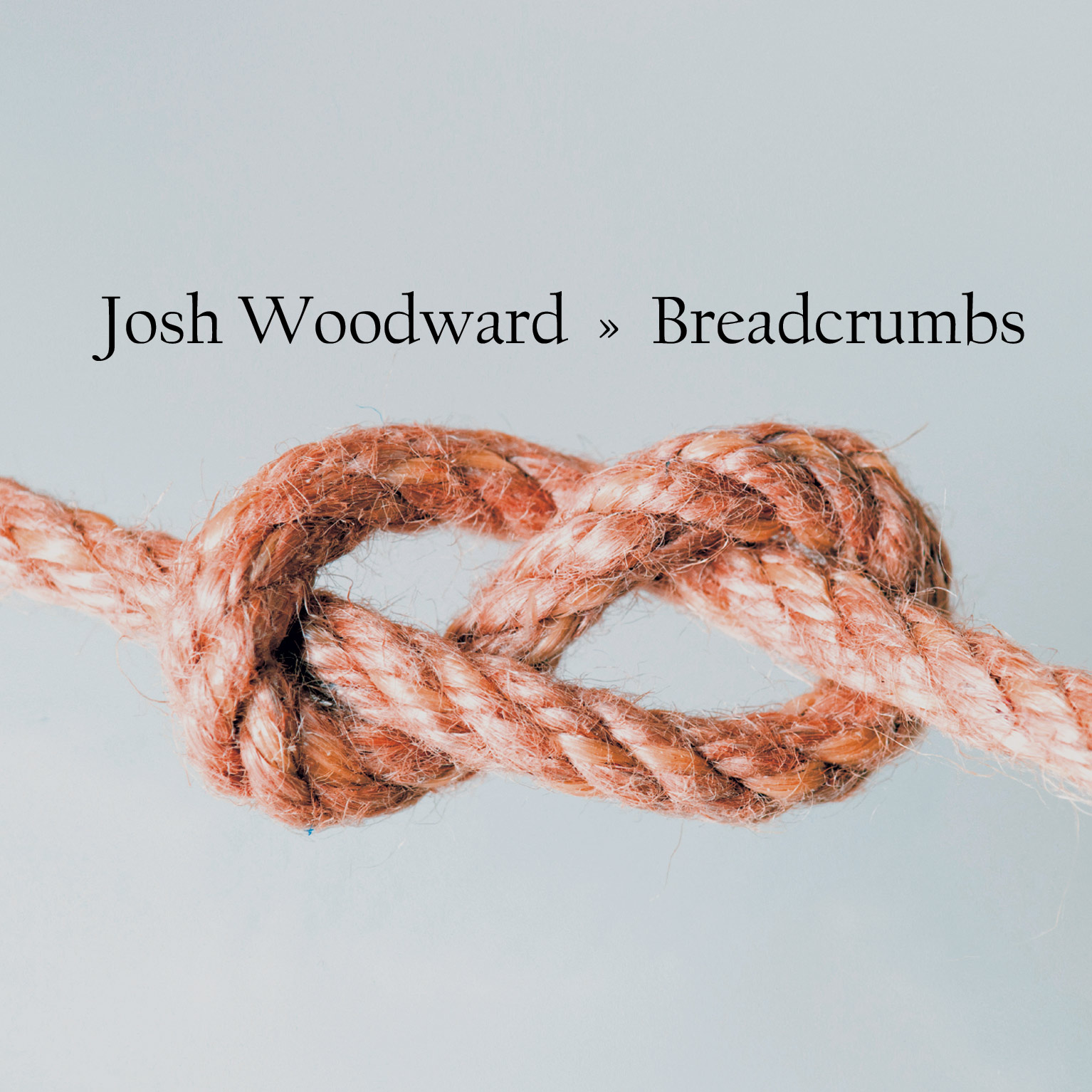
Обложка альбома Breadcrumbs, Josh Woodward, 2009
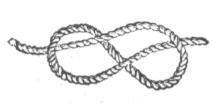
Словарь Båtseglareordbok, Carl Smith, 1899
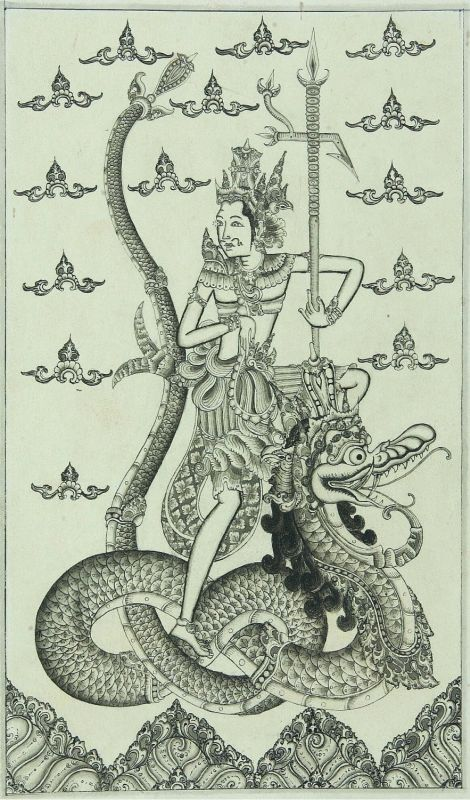
Махадева верхом на змее, 1948, Тропический музей
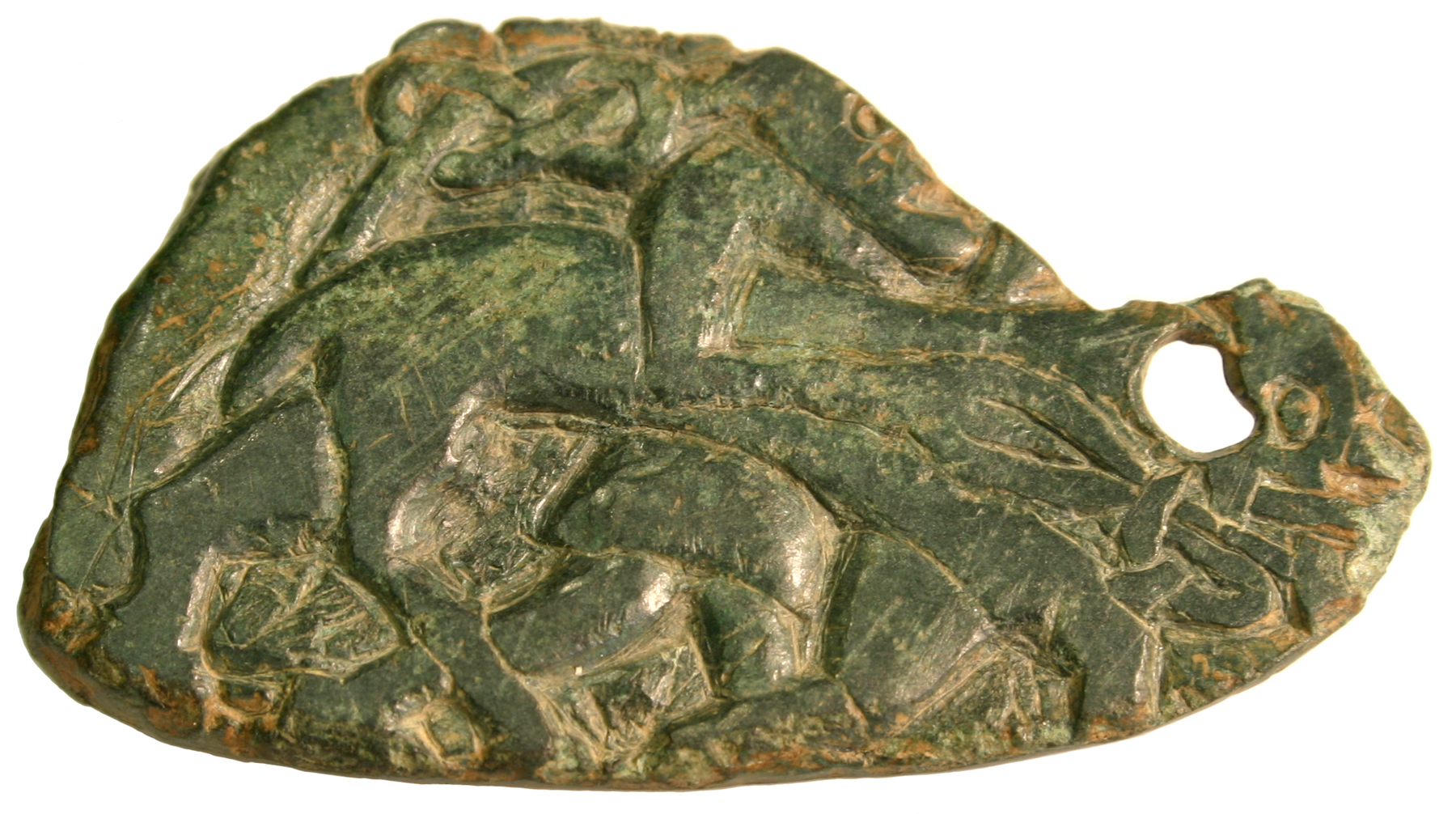
Кулон, Раннее Средневековье, en:Portable Antiquities Scheme
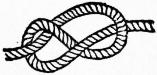
Британика том. 15, стр. 856, 1911
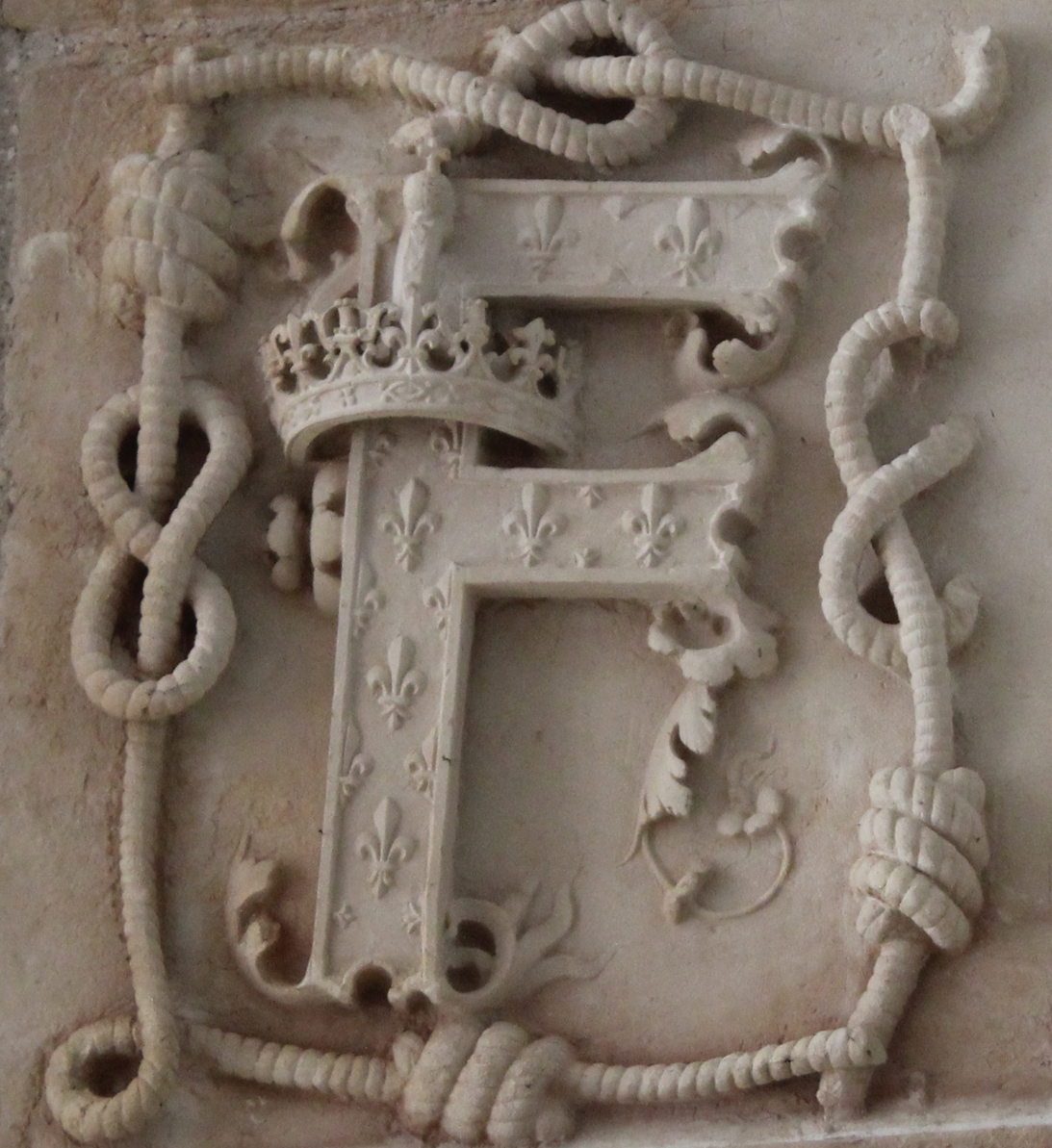
Монограмма Франциска I, Замок Шамбор
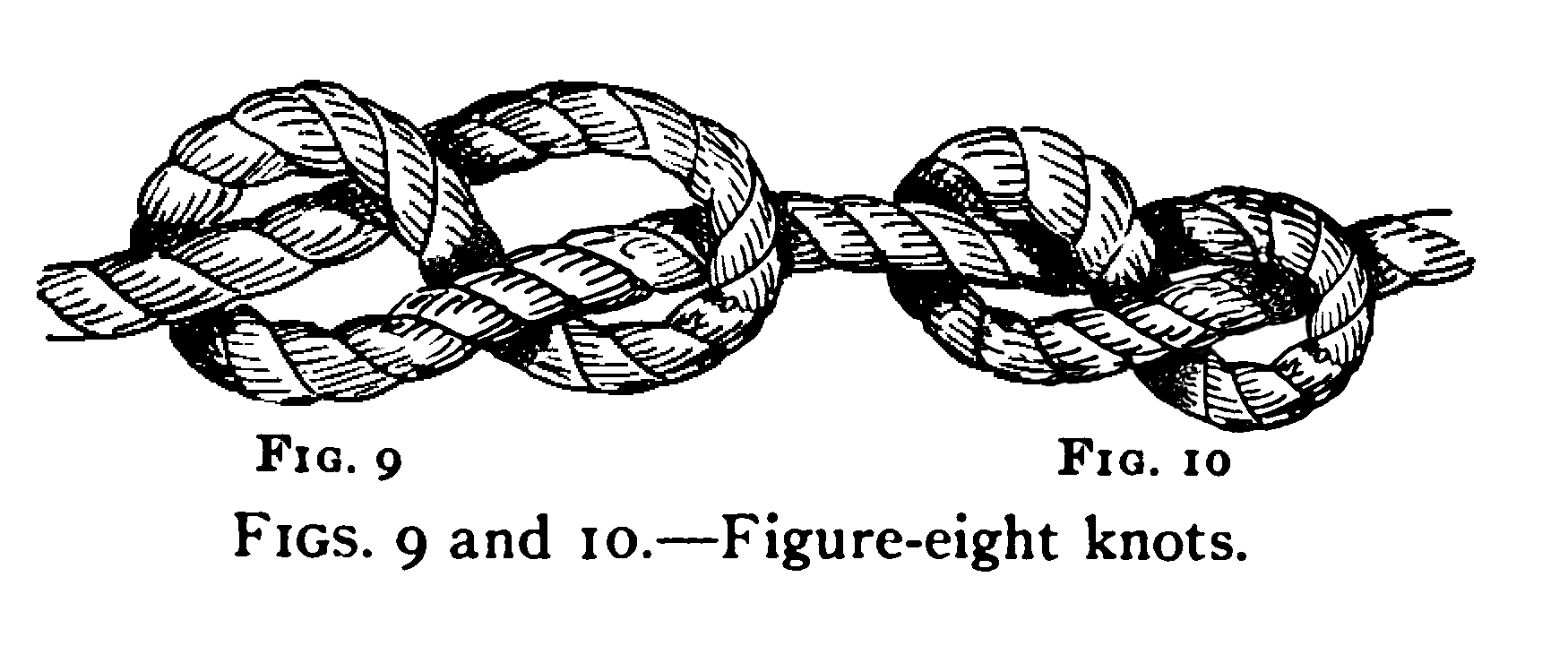
Иллюстрации из книги Hyatt Verrill A. Knots, Splices and Rope Work: A Practical Treatise, 1919
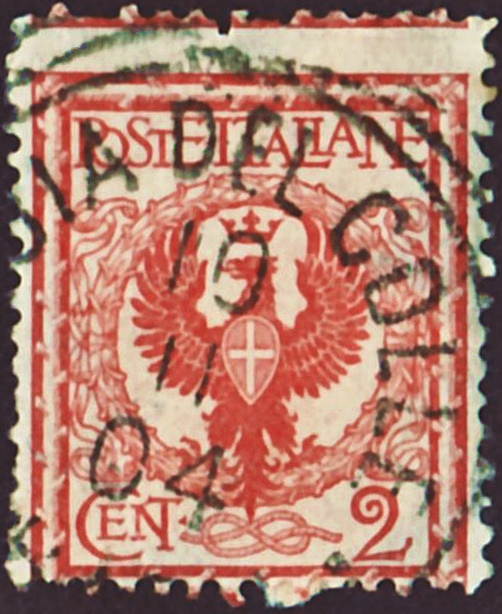
Почтовая марка времён правления короля Италии Виктора Эммануила III, 1901
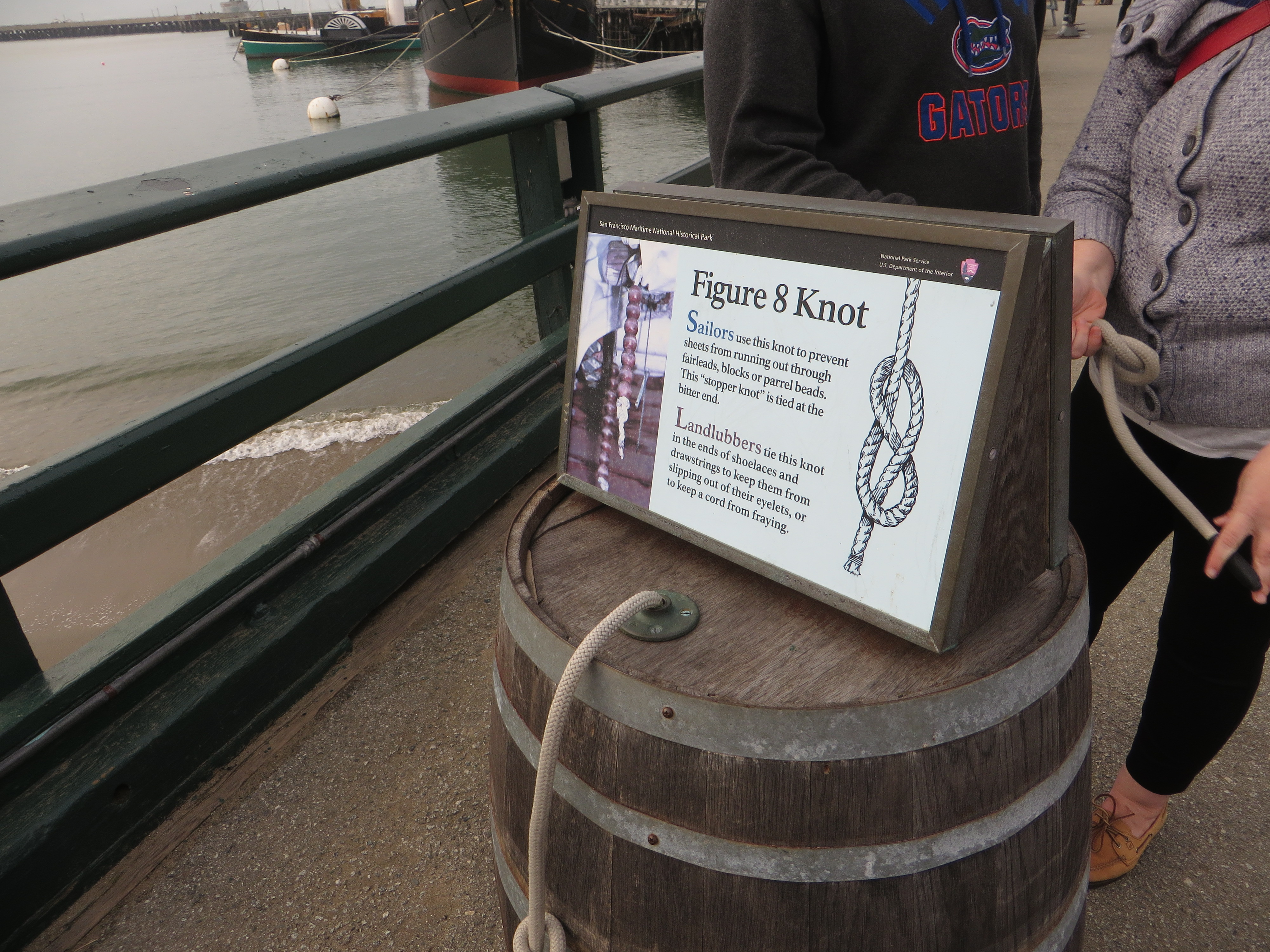
Морской национальный исторический парк Сан-Франциско
Mike Dickison Kiwi Ukulele: the New Zealand Ukulele Companion, 2008
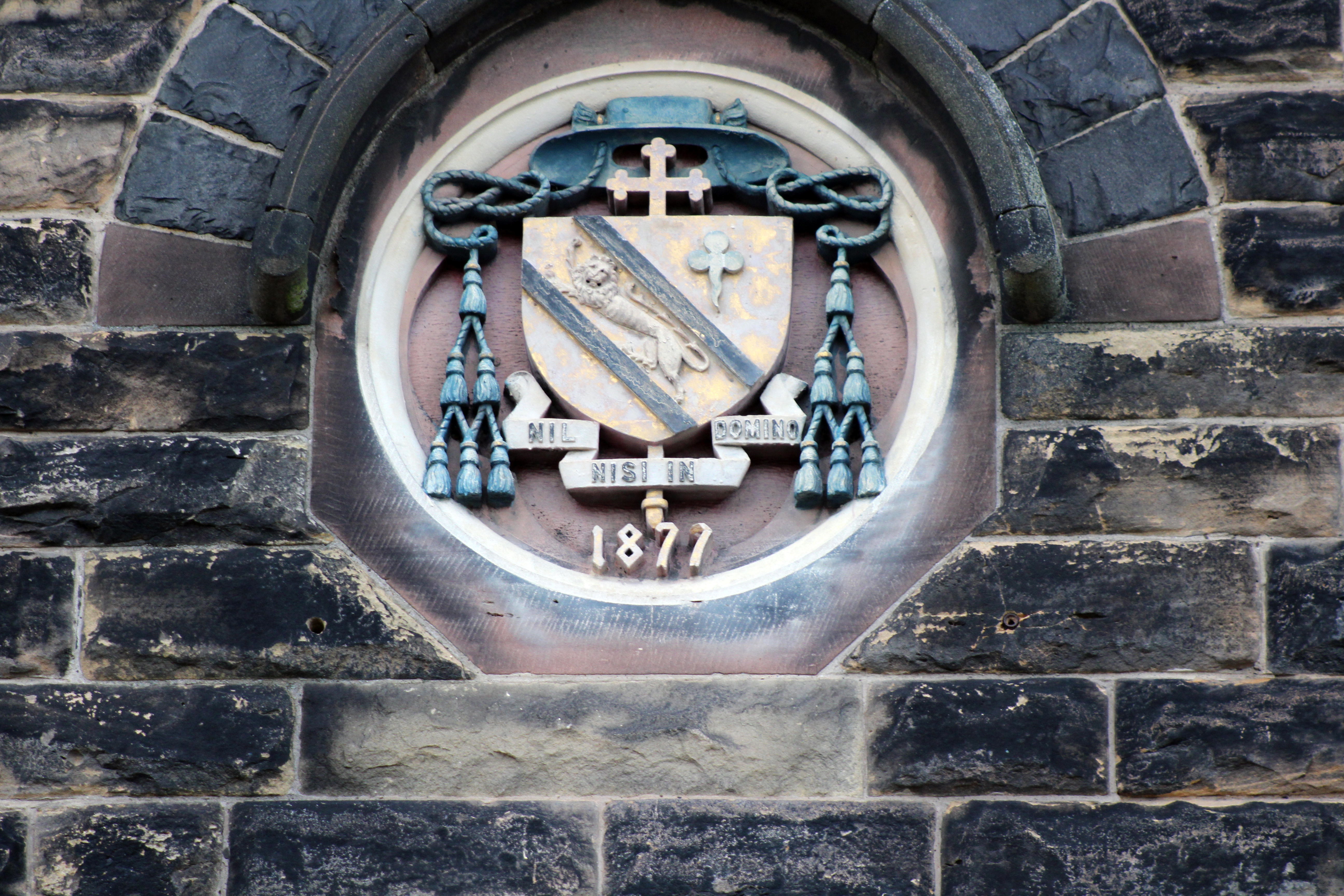
Герб, en:Church of Our Lady of the Immaculate Conception, Birkenhead
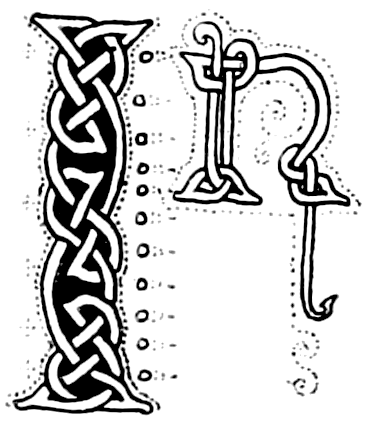
Jacobs, J. More Celtic Fairy Tales, 1894
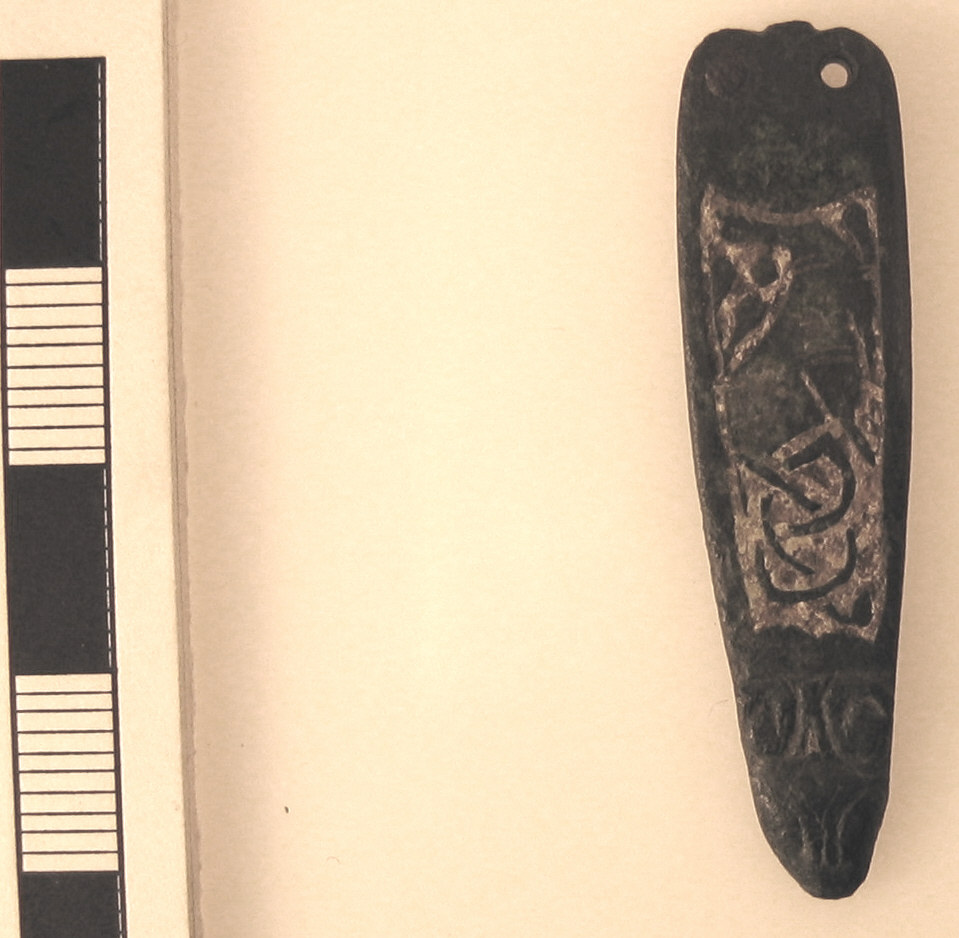
Раннесредневековый ремешок IX века, Portable Antiquities Scheme